# Ribeira (La Corogne)
Pour les articles homonymes, voir Ribeira.
Ribeira (parfois également orthographié Riveira) est une commune de la province de La Corogne en Espagne située dans la communauté autonome de Galice. Elle longe le Ria de Arosa.
Elle est renommée pour avoir un des plus importants port de pêche d'Espagne.
Le Complexe dunaire de Corrubedo et lagunes de Carregal et Vixán se trouve sur le territoire municipal dans les parroquias de Corrubedo et Oliveira.